# PCC-Stadion
 (août 2024).
Le PCC-Stadion, situé à Duisbourg-Homberg, est le stade du FCR 01 Duisbourg, club de Frauen Bundesliga et du VfB Homberg, club masculin de 4e division allemande.
Le stade a une capacité de 3 000 places. La tribune principale comporte 800 places assises.